# Gran Premio motociclistico di Finlandia 1982
Il Gran Premio motociclistico di Finlandia fu l'undicesimo appuntamento del motomondiale 1982; si è trattato della 21ª e ultima edizione del Gran Premio motociclistico di Finlandia valevole per il motomondiale.
Si svolse il 15 agosto 1982 a Imatra e corsero le classi 125, 250 e 350 oltre ai sidecar.
Le vittorie, in una giornata dominata dal maltempo, furono di Anton Mang in classe 350, di Christian Sarron in 250 e di Ivan Palazzese in 125.
La gara dei sidecar fu funestata da un grave incidente in cui perse la vita il campione scozzese Jock Taylor.

## Classe 350
Molto disturbata dal maltempo, la gara ha visto la vittoria del tedesco Anton Mang che in questa maniera raggiunge in testa alla classifica iridata il francese Jean-François Baldé costretto qui al ritiro. Sul podio anche il francese Christian Sarron e il nordirlandese Donnie Robinson.

### Arrivati al traguardo
| Pos. | Pilota            | Motocicletta | Tempo   | Griglia | Punti |
| ---- | ----------------- | ------------ | ------- | ------- | ----- |
| 1º   | Anton Mang        | Kawasaki     | 44.33.5 | 4       | 15    |
| 2º   | Christian Sarron  | Yamaha       | 44.46.0 | 5       | 12    |
| 3º   | Donnie Robinson   | Yamaha       | 42.12.9 | 21      | 10    |
| 4º   | Eero Hyvärinen    | Yamaha       | 45.50.0 | 23      | 8     |
| 5º   | Tony Head         | Armstrong    | 45.51.9 | 22      | 6     |
| 6º   | Pierre Bolle      | Yamaha       | 46.40.4 | 20      | 5     |
| 7º   | Éric Saul         | Chevallier   | 46.40.8 | 9       | 4     |
| 8º   | Patrick Fernandez | Bartol       | 46.41.3 | 7       | 3     |
| 9º   | Alan North        | Yamaha       | +1 giro | 6       | 2     |
| 10º  | Roger Sibille     | Yamaha       | +1 giro | 19      | 1     |
| 11º  | Reino Eskelinen   | Yamaha       | +1 giro | 15      |       |
| 12º  | Bruno Lüscher     | Yamaha       | +1 giro | 25      |       |
| 13º  | Andy Berger       | Yamaha       | +1 giro | 30      |       |
| 14º  | Edwin Weibel      | Yamaha       | +1 giro | 24      |       |
| 15º  | Bengt Eliasson    | Yamaha       | +2 giri | 28      |       |
| 16º  | Markku Loponen    | Yamaha       | +2 giri | 29      |       |
| 17º  | Steve Williams    | Yamaha       | +2 giri | 26      |       |

### Ritirati
| Pilota              | Motocicletta | Griglia |
| ------------------- | ------------ | ------- |
| Didier de Radiguès  | Chevallier   | 1       |
| Jean-François Baldé | Kawasaki     | 2       |
| Carlos Lavado       | Yamaha       | 3       |
| Thierry Espié       | Chevallier   | 8       |
| Massimo Matteoni    | Yamaha       | 10      |
| Karl-Thomas Grässel | Yamaha       | 11      |
| Gustav Reiner       | Yamaha       | 12      |
| Wolfgang von Muralt | Yamaha       | 13      |
| Martin Wimmer       | Yamaha       | 14      |
| Siegfried Minich    | Rotax        | 17      |
| Jeffrey Sayle       | Armstrong    | 17      |
| Pekka Nurmi         | Yamaha       | 18      |
| Svend Anderson      | Yamaha       | 27      |
| Kari Korpela        | Yamaha       | 31      |
| Gunnar Bruhn        | Yamaha       | 32      |

## Classe 250
Vittoria per il francese Christian Sarron davanti al belga Didier de Radiguès e allo spagnolo Sito Pons. I capofila della classifica iridata, il francese Jean-Louis Tournadre e il tedesco Anton Mang giungono rispettivamente al settimo e sesto posto, con il francese che ora precede il tedesco di soli 2 punti a tre gare dal termine della stagione.

### Arrivati al traguardo
| Pos. | Pilota                 | Motocicletta | Tempo   | Griglia | Punti |
| ---- | ---------------------- | ------------ | ------- | ------- | ----- |
| 1º   | Christian Sarron       | Yamaha       | 49.00.2 | 8       | 15    |
| 2º   | Didier de Radiguès     | Chevallier   | 49.01.9 | 1       | 12    |
| 3º   | Sito Pons              | Rotax        | 49.23.7 | 11      | 10    |
| 4º   | Jean-Michel Mattioli   | Yamaha       | 49.24.8 | 23      | 8     |
| 5º   | Carlos Lavado          | Yamaha       | 49.37.3 | 3       | 6     |
| 6º   | Anton Mang             | Kawasaki     | 49.39.6 | 5       | 5     |
| 7º   | Jean-Louis Tournadre   | Yamaha       | 49.40.1 | 12      | 4     |
| 8º   | Jean-Louis Guignabodet | Kawasaki     | 49.47.7 | 10      | 3     |
| 9º   | Bengt Elgh             | Yamaha       | 50.31.9 | 18      | 2     |
| 10º  | Tony Head              | Armstrong    | 50.38.5 | 29      | 1     |
| 11º  | Eero Hyvärinen         | Yamaha       | 50.54.7 | 21      |       |
| 12º  | Pekka Nurmi            | Yamaha       | +1 giro | 27      |       |
| 13º  | Paul Harris            | Yamaha       | +1 giro | 30      |       |
| 14º  | Jussi Hautanimi        | Yamaha       | +1 giro | 31      |       |
| 15º  | Jean-Marc Toffolo      | Rotax        | +1 giro | 13      |       |
| 16º  | Patrick Fernandez      | Bartol       | +1 giro | 17      |       |
| 17º  | Pierluigi Aldrovandi   | Yamaha       | +1 giro | 22      |       |
| 18º  | José Moreno            | Yamaha       | +1 giro | 28      |       |
| 19º  | Etienne Geeraerd       | Armstrong    | +1 giro | 15      |       |
| 20º  | Jarmo Liitiä           | Rotax        | +2 giri | 26      |       |

### Ritirati
| Pilota              | Motocicletta | Griglia |
| ------------------- | ------------ | ------- |
| Christian Estrosi   | Pernod       | 2       |
| Roland Freymond     | MBA          | 4       |
| Jean-François Baldé | Kawasaki     | 6       |
| Pierre Bolle        | Yamaha       | 7       |
| Martin Wimmer       | Yamaha       | 9       |
| Thierry Espié       | Pernod       | 14      |
| Paolo Ferretti      | MBA          | 16      |
| Massimo Matteoni    | Yamaha       | 19      |
| Hans Müller         | Yamaha       | 20      |
| Gabriel Grabia      | Yamaha       | 25      |
| Donnie Robinson     | Yamaha       | 25      |
| Michel Galbit       | Yamaha       | 32      |

## Classe 125
L'ormai matematicamente campione mondiale Ángel Nieto non si presenta in Finlandia (la sua Garelli ufficiale viene affidata a Maurizio Vitali che non termina però la gara); il pilota venezuelano Ivan Palazzese ottiene la sua seconda vittoria consecutiva, dopo quella in Svezia, precedendo l'austriaco August Auinger e il finlandese Johnny Wickström, tutti in sella a MBA.

### Arrivati al traguardo
| Pos. | Pilota               | Motocicletta | Tempo     | Griglia | Punti |
| ---- | -------------------- | ------------ | --------- | ------- | ----- |
| 1º   | Ivan Palazzese       | MBA          | 46.30.5   | 6       | 15    |
| 2º   | August Auinger       | MBA          | +1'04"100 | 4       | 12    |
| 3º   | Johnny Wickström     | MBA          | +1'36"190 | 9       | 10    |
| 4º   | Pierluigi Aldrovandi | MBA          | +2'28"800 | 7       | 8     |
| 5º   | Eugenio Lazzarini    | Garelli      | +2'28"900 | 2       | 6     |
| 6º   | Domenico Brigaglia   | MBA          | +1 giro   | 10      | 5     |
| 7º   | Anton Straver        | MBA          | +1 giro   | 15      | 4     |
| 8º   | Ilkka Jaakkola       | MBA          | +1 giro   | 17      | 3     |
| 9º   | Jean-Claude Selini   | MBA          | +1 giro   | 12      | 2     |
| 10º  | Roberto Ruosi        | MBA          | +1 giro   | 14      | 1     |
| 11º  | Erich Klein          | MBA          | +1 giro   | 21      |       |
| 12º  | Willy Pérez          | MBA          | +1 giro   | 11      |       |
| 13º  | Bruno Kneubühler     | MBA          | +1 giro   | 5       |       |
| 14º  | Alfred Waibel        | MBA          | +1 giro   | 19      |       |
| 15º  | Juha Pakkanen        | MBA          | +1 giro   | 23      |       |
| 16º  | Frédéric Michel      | MBA          | +2 giri   | 26      |       |
| 17º  | Helmut Lichtenberg   | MBA          | +2 giri   | 29      |       |
| 18º  | Rolf Rüttimann       | MBA          | +2 giri   | 28      |       |
| 19º  | Per-Edvard Carlsson  | MBA          | +2 giri   | 24      |       |

### Ritirati
| Pilota             | Motocicletta | Griglia |
| ------------------ | ------------ | ------- |
| Hans Müller        | MBA          | 1       |
| Ricardo Tormo      | Sanvenero    | 3       |
| Maurizio Vitali    | Garelli      | 8       |
| Matti Kinnunen     | MBA          | 13      |
| Gerhard Waibel     | MBA          | 16      |
| Stefan Dörflinger  | Morbidelli   | 18      |
| Esa Kytölä         | MBA          | 20      |
| Olivier Liegeois   | Sanvenero    | 22      |
| Alex Bedford       | MBA          | 25      |
| Tore Alexandersson | MBA          | 30      |
| Jan Bäckström      | MBA          | 30      |

## Classe sidecar
A Imatra le condizioni della pista bagnata appaiono pericolose fin da subito, anche perché le motocarrozzette a tre ruote sono più soggette ad aquaplaning rispetto alle altre classi, tanto che Rolf Biland e Werner Schwärzel chiedono di annullare la gara, mentre Jock Taylor e Alain Michel preferiscono correre. Il via viene dato regolarmente, ma dopo pochi giri Jock Taylor perde il controllo del suo sidecar finendo in testacoda e schiantandosi contro un palo; il passeggero Benga Johansson è solo leggermente ferito, ma Taylor rimane esanime all'interno del mezzo. Al settimo giro, mentre i soccorritori sono ancora all'opera per estrarlo, un altro sidecar (quello dell'equipaggio Pentti Niinivaara-Vesa Bienek) esce di pista e va a colpire i rottami; questo secondo incidente provoca il ferimento anche di 4 vigili del fuoco travolti dalla motocarrozzetta dei finlandesi.
Vista la gravità della situazione, la corsa viene interrotta. Jock Taylor viene trasportato in ospedale, dove muore qualche ora più tardi per le ferite riportate.
Dopo l'incidente le cause furono ricercate nella carente sicurezza del tracciato, che era già oggetto di critiche in precedenza; questa tragedia lo estromise definitivamente dal calendario del Motomondiale. Fu oggetto di inchiesta anche la correttezza del comportamento di Pentti Niinivaara in presenza delle bandiere gialle.

### Risultati (posizioni a punti)[10][11]
Anche se subito dopo l'interruzione la classifica era stata stilata, la prima decisione fu di invalidare la gara (erano stati percorsi solo 7 giri sui 19 previsti); soltanto prima dell'ultimo GP si stabilì invece di conteggiarla, con punteggio dimezzato come da regolamento (per la prima volta nella storia del motomondiale).
| Pos | Pilota               | Passeggero         | Squadra                    | Sidecar       | Tempo   | Punti |
| --- | -------------------- | ------------------ | -------------------------- | ------------- | ------- | ----- |
| 1   | Rolf Biland          | Kurt Waltisperg    | Krauser Racing Team Mering | LCR-Yamaha    | 16'53"4 | 7,5   |
| 2   | Alain Michel         | Michael Burkhard   |                            | Seymaz-Yamaha | 17'18"7 | 6     |
| 3   | Werner Schwärzel     | Andreas Huber      | Krauser Racing Team Mering | Seymaz-Yamaha | 17'33"7 | 5     |
| 4   | Patrick Thomas       | Jean-Marc Fresc    |                            | Seymaz-Yamaha |         | 4     |
| 5   | Jean-François Monnin | Herbert Mainka     | Elf Racing                 | LCR-Yamaha    |         | 3     |
| 6   | Egbert Streuer       | Bernard Schnieders | Lucky Strike Caraco        | LCR-Yamaha    |         | 2,5   |
| 7   | Trevor Ireson        | Donnie Williams    |                            | Ireson-Yamaha |         | 2     |
| 8   | Dennis Bingham       | Julia Bingham      |                            | ?-Yamaha      |         | 1,5   |
| 9   | Rolf Steinhausen     | Hermann Hahn       | Kuzera Racing              | Busch-Yamaha  |         | 1     |
| 10  | Gérald Corbaz        | Yvan Hunziker      |                            | Seymaz-Yamaha |         | 0,5   |